# Phalacrus brisouti
Phalacrus brisouti is een keversoort uit de familie glanzende bloemkevers (Phalacridae). De wetenschappelijke naam van de soort werd in 1872 gepubliceerd door Rye.